# Corinna Belz

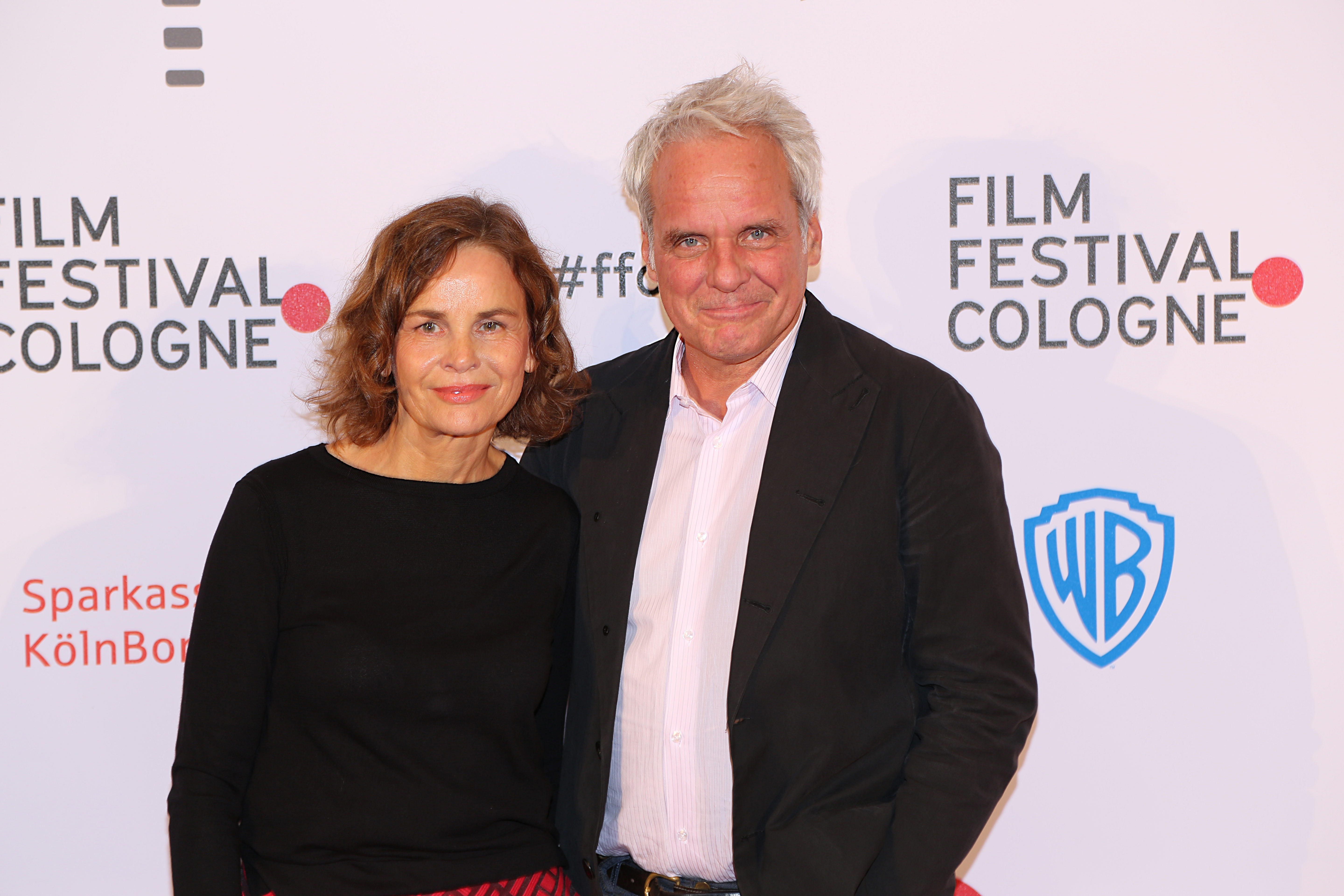
Corinna Belz (links) und Thomas Kufus beim Film Festival Cologne 2017

Corinna Belz (* 1955 in Marburg an der Lahn) ist eine deutsche Filmemacherin, Drehbuchautorin und Filmproduzentin.

## Leben
Belz ist Tochter der Publizistin und TZI-Lehrerin Helga Belz (geb. Herbst) und des Arztes Friedrich Belz wuchs in Bad Berleburg auf, wo ihr Vater eine psychosomatische Klinik leitete. Sie studierte Philosophie, Kunstgeschichte, Germanistik und Medienwissenschaft in Köln und Berlin. Nach ihrem Studium arbeitete sie zunächst als Radioautorin und Regieassistentin u. a. von Helga Reidemeister.
Ihr erster Film über Gerhard Richters Werk Das Kölner Domfenster (2007) wurde mit dem World Media Gold Award – Art Documentaries ausgezeichnet. Der Kinofilm Gerhard Richter Painting (2011) hatte eine bundesweite Kinoauswertung in Deutschland, sowie in Frankreich, den Niederlanden, Großbritannien und lief neun Wochen im New Yorker Film Forum. Belz war an den von der Berliner Produktionsfirma zero one produzierten Konzeptfilmen 24h Berlin, 24h Jerusalem, 24h Bayern als Regisseurin beteiligt. 2016 feierte ihr Dokumentarfilm Peter Handke – Bin im Wald. Kann sein, dass ich mich verspäte auf dem Locarno Film Festival Premiere.
Von 2018 bis 2020 drehte Belz in Florenz den Kinodokumentarfilm In den Uffizien (Co-Regie Enrique Sanchez Lansch), der 2021 in die Kinos kam.
2016 realisierte Belz den Film Richters Patterns im Auftrag der Kölner Philharmonie und des Ensembles Musikfabrik anlässlich dessen 25. Jubiläums. Der Titel verweist auf Gerhard Richters Künstlerbuch Patterns. Divided-Mirrored-Repeated (2011) Das Projekt ergänzt Gerhard Richters Experiment der Zerlegung einer Reproduktion eines seiner abstrakten Bilder um die Dimension Klang und Zeit. Der Komponist Marcus Schmickler schrieb für den Film eine Komposition für 18 Musiker plus Elektronik. Das Werk wurde im 16. September 2016 in der Kölner Philharmonie uraufgeführt.
2017 entwickelten Gerhard Richter und Belz den abstrakten Film Moving Picture (946-3), für den Steve Reich das Stück Reich/Richter komponierte. Die Uraufführung fand im April 2019 in New York im Kulturzentrum The Shed mit dem Ensemble Signal statt. Weitere Aufführungen folgten im Herbst desselben Jahres im Barbican Centre in London sowie mit dem Ensemble intercontemporain auf dem Rainy Days Festival in Luxembourg und in der Philharmonie de Paris am 7. März 2020.
Für eine Ausstellung in Kyoto entstand im Sommer 2019 eine Komposition von Rebecca Saunders mit dem Titel Moving Picture (946-3) Kyoto Version in Kollaboration mit dem Trompeter Marco Blaauw. 2020 folgten Aufführungen beim Musikfest Berlin und in der Abtei Tholey anlässlich der Einweihung von Gerhard Richters Kirchenfenstern im Rahmen der internationalen Musikfestspiele Saar. Ihr Film Thomas Schütte, ich bin nicht allein feierte 2023 auf dem DOK.fest-München in der Kategorie DOK.panorama Premiere.
Seit 2019 übt Belz eine Vertretungsprofessur für Dokumentarfilm an der Kunsthochschule für Medien Köln aus. Lehrtätigkeit für das Bronnbacher Stipendium des Kulturkreises der deutschen Wirtschaft. Sie ist Mitglied der Deutschen Filmakademie und der Arbeitsgemeinschaft Dokumentarfilm.

## Filmografie (Auswahl)
- 1992: Die wirklichen Dinge passieren in der Nacht (zusammen mit Marion Kolbach), 60 min (WDR)
- 2001: Leben nach Microsoft (zusammen mit Regina Schilling) (ZDF/ARTE)
- 2002: Ein anderes Amerika, 52. min(WDR/ARTE)
- 2002: Benjamin Lebert: Der junge Mann und sein Buch, 45 min  (BR)
- 2005: Drei Wünsche, drei Frauen, ein Jahr, 60 min (SWR/ARTE)
- 2006: Mit Gottes und Allahs Segen: Von christlich-muslimischen Hochzeiten, 45 min (SWR)
- 2007: Das Kölner Domfenster, 28 min (WDR/ARTE)
- 2009: Porifera – Die wunderbare Welt der Schwämme, 43 min (ZDF/ARTE)
- 2009: 24h Berlin – Ein Tag im Leben (Regie, Episode)
- 2011: Gerhard Richter Painting, 97 min (WDR/MDR/ARTE)
- 2012: Ema auf der Treppe – Gerhard Richter 1966, 26 min (SWR/ARTE)
- 2014: 24h Jerusalem (Regie, Episode)
- 2015: Ateliergespräche mit Kasper König, vierteilige Serie (RBB/ARTE)
- 2016: Peter Handke – Bin im Wald. Kann sein, dass ich mich verspäte, 89 min.
- 2016: Richters Patterns (Musik: Marcus Schmickler)
- 2016: 4xParis, Paula Modersohn-Becker (Radio Bremen/ARTE, Musée d’art moderne de la Ville de Paris)
- 2017: Kunst keine Kunst – Hans-Peter Feldmann 80 min,
- 2017: 24h Bayern – Ein Tag Heimat (Regie, Episode)
- 2019: Mythos Suhrkamp (Co-Autorin; Regie: Siegfried Ressel) 2x 37 min (3sat)
- 2019: Moving Picture (946-3) (Musik: Steve Reich)
- 2019: Moving Picture (946-3), Kyoto Version (Musik: Rebecca Saunders)
- 2021: In den Uffizien (Co-Regie Enrique Sanchez Lansch, 90 min, 3SAT/BR/ARTE)
- 2023 Die Uffzien, erzählt von ihrem Aufsichtspersonal, 27 min, Film Five (ZDF/ARTE)
- 2023: Das Wallraf-Richartz Museum, erzählt von seinem Aufsichtspersonal, 27 min, Film Five (ZDF/ARTE)
- 2023: Thomas Schütte – Ich bin nicht allein. 95 min (ZDF/ARTE)
- 2023: Die Kunstaufpasser: Das Centre Pompidou - erzählt von seinem Aufsichtspersonal (ZDF/Arte), 26 min

## Auszeichnungen
- 2002: Filmpreis des Deutschen Anwaltvereins für Ein anderes Amerika
- 2007: Media Gold Award für Das Kölner Domfenster
- 2012: Deutscher Filmpreis – Goldene Lola / Kategorie Bester Dokumentarfilm für Gerhard Richter Painting
- 2012: Doc Art Award, Doc Film Festival Warschau für Gerhard Richter Painting
- 2017: Filmpreis NRW Dokumentarfilm für Peter Handke. Bin im Wald, kann sein, daß ich mich verspäte
- 2018: Nominierung Grimme-Preis und Nominierung Bayerischer Filmpreis für Peter Handke. Bin im Wald, kann sein, daß ich mich verspäte
- 2022: Mitglied der Nordrhein-Westfälischen Akademie der Wissenschaften und der Künste